# Daniel Ojeda
Daniel Ojeda (Santa Marta, Magdalena, Colombia; 23 de febrero de 1986) es un futbolista colombo-estadounidense. Juega de defensa y su equipo actual es el Bayamón FC.

## Clubes
| Club                  | País        | Año           |
| --------------------- | ----------- | ------------- |
| Academia F. C.        | Colombia    | 2005-2007     |
| Puerto Rico Islanders | Puerto Rico | 2007-2009     |
| Bayamón FC            | Puerto Rico | 2010-presente |